# Konsumtionsföreningen Linköping med omnejd
Konsumtionsföreningen Linköping med omnejd var en konsumentförening i Linköping med omnejd, verksam 1920–1966.

## Föregångare
Linköpingskooperationen hade flera föregångare. Linköpings arbetareförening hade bildats på 1860-talet och hade tidigt planer på att bilda en konsumtionsförening. År 1888 bildades Linköpings ekonomiförening som verkade fram till 1892 när den ersattes av Arbetarnes handelsaktiebolag som dock aldrig riktigt kom igång.
Mer beständig var Arbetarnas Handelsförening i Linköping utan personlig ansvarighet som bildades den 5 april 1900 i Arbetareföreningens stora sal (Arbis). Dess första butik öppnade den 25 maj 1900 på Nygatan 38. Föreningen utökades snart med flera filialer, men tvingades lägga ner 1914. En kortlivad efterträdare var Linköpings kooperativa matlag som bildades under krigsåren men inte varade särskilt länge.

## Historik
Linköpings hushållsförening bildades den 4 mars 1920. Den första butiken öppnade den 7 juni 1920 på Repslagaregatan 22, följt någon dag senare av en filial i Gottfridsberg på Skolgatan 20.
I april 1921 öppnades en filial i Tannefors, varefter föreningen hade tre försäljningställen. Antalet butiker ökade sedermera till fyra 1924, fem 1926 och sex 1928. I oktober 1933 öppnades en butik i Hjulsbro.
Föreningens namn ändrades 1934 till Linköpings konsumtionsförening och 1957 till Konsumtionsföreningen Linköping med omnejd.
År 1962 uppgick Kooperativa handelsföreningen Ljungsbro i Linköpingsföreningen.
År 1966 slogs Linköpingsföreningen ihop med Konsumtionsföreningen Mjölby med omnejd och Kindaortens konsumtionsförening för att bilda Konsum Centrala Östergötland (KCÖ).
KCÖ verkade fram till 1991 när föreningen uppgick i Konsum Öst som några år senare överlät sina butiker till KF centralt. Coop-butikerna i Östergötland kom senare att tillhöra Coop Östra, sedan KF avvecklat det centrala butiksägandet 2022.